# Sedorika
Sedorika är ett mycket ovanligt kvinnonamn med okänt ursprung, möjligen kan namnet betyda den sedliga eller den rika på sedlighet.
Namnet förekom i Fliseryds socken, Kalmar län, Småland på 1800-talet och i ett fall i Stockholm, där namnet 1896 gavs till en flicka med rötter från Småland. Av de fyra Sedorika (minst en hade det som tilltalsnamn) som fanns i slutet av 1800-talet var två kusiner, en var deras moster/faster och den lilla flickan var släkt på längre håll. Mycket talar för att alla med namnet Sedorika var släkt med varandra och härstammade från inspektoren och senare hemmansägaren Anders Hultman (1783-1839) och hans maka Brita Katarina Svensdotter (1785-1838) i Fliseryds socken med deras yngsta dotter som tidigast kända namnbärare. Den 31 december 2011 fanns i Sverige två personer med detta namn (stavat Cedorika), ingen med det som tilltalsnamn.